# 陳鼓應
陳鼓應（1935年7月1日—），臺灣哲學學者，福建长汀人，台大哲學系事件參與者之一。

## 學歷
- 台中二中 畢業
- 國立台灣師範大學史地學系 （未畢業）
- 國立臺灣大學中文系  （未畢業）
- 國立臺灣大學哲學系  學士（1960年畢）
- 國立臺灣大學哲學研究所 碩士（1963年畢）

## 生平
陳鼓應1949年前往台灣，先考入台師大史地系，1960年，大三重考進入國立台灣大學哲學系，後又入哲學研究所，師從殷海光、方東美。陳鼓應於1964年在台大哲研所取得學位後，於台大哲學系擔任講師，後昇為副教授；而且陳鼓應與哲學系講師王曉波常常批評時政，並且主張應該校內設立民主牆並鼓勵學生運動，引發政府單位注意。
1973年，國民黨特工馮滬祥發動了台大哲學系事件，陳鼓應因為當局的壓力之下被調動職務，並自此潛心研究老莊思想，陸續在台灣商務印書館出版老莊相關研究叢書；1974年被台大不續聘。陳鼓應這一段期間投入黨外運動；也曾經在鄉土文學論戰中作文為陳映真等人護航；之後陳鼓應又與陳婉真分別參與1978年的中央民意代表增補選，並於1978年11月共同發表《陳鼓應陳婉真報備競選國大代表立法委員 告中國國民黨宣言》，而都被中國國民黨開除黨籍。陳鼓應之後前往美國加州大學柏克萊校區擔任研究員，1984年前往北京大學擔任哲學系教授、講授老莊哲學。
1997年台大平反台大哲學系事件後，陳鼓應回到台大任教(1997-2005)。退休後亦在台大哲學系兼任和在中國文化大學哲學系當任專任教授(2005–2010)。2003年起於國立高雄師範大學經學研究所主講《道家思想研究》科目。2008年擔任國立台灣大學哲學系教授台灣大學人文社會高等研究院特聘學者，
現為北京大學哲學系人文講席教授。

## 研究與著作
陳鼓應主要研究道家思想，年輕時從事政治活動，與陳婉真聯合參選國民大會代表時，曾發表《告中國國民黨宣言》。於學術界的成就，包括主編《道家文化研究學刊》，著有《存在主義》、《存在主義哲學》、《尼采新論》、《悲劇哲學家：尼采》、《老子今註今譯及評介》、《老莊新論》、《莊子今註今釋》、《莊子哲學》、《黃帝四經今註今譯》《易傳與道家思想》、《周易注釋與研究》、《耶穌新畫像》、《道家易學建構》、《管子四篇詮釋》等書，主要研究領域為道家思想與中國思想史。

## 外部連結
- 陳鼓應－我與「臺大哲學系事件」
- 陳鼓應教授自述